# IPCop
O IPCop é uma distribuição Linux que busca proporcionar um sistema de gerenciamento de firewall simples baseado em um computador pessoal. O IPCop é um stateful firewall construído sobre o framework Linux NetFilter.
Originalmente derivado do SmoothWall Linux Firewall, os projetos são desenvolvidos independentemente, e não têm muitas diferenças significantes.
O IPCop possui um simples mecanismo, gerenciado pelo usuário, para instalar atualizações de segurança quando necessário.

## Desenvolvimento
O IPCop é desenvolvido, no estilo open source tradicional, por um grupo de diversos desenvolvedores espalhados pela internet. Imagens ISO para gravação do CD de instalação são distribuídas por uma rede de servidores espelho (mirrors). Websites de suporte são mantidos em inglês, alemão, italiano e russo. A interface de usuário está disponível em 37 idiomas.
O desenvolvimento do IPCop continua. Uma importante versão (1.4.0), baseada na distribuicao LFS, foi liberada em outubro de 2004, oferecendo uma interface atualizada e um número adicional de opções de idiomas. Desde 2008 uma nova versão, que se iniciará na versão 2.0, vem sendo desenvolvida ativamente. Ela contará com um novo software de instalação, suporte para mais arquiteturas, e uma nova interface de usuário, com uma série de antigos complementos (addons) incorporados no próprio IPCop.
Apesar de não serem oficialmente parte do IPCop, existem diversos add-ons, muitos baseados no servidor de complementos (addon), que adicionam muitas funcionalidades ao IPCop, tais como QOS, checagem de vírus de e-mail, controle de tráfego, interfaces estendidas para controle de proxy, e muito mais.

### Outras Distribuições Linux para Firewall
- ClarkConnect
- eBox
- Endian Firewall
- m0n0wall
- Netdeep Secure
- PfSense
- Shorewall
- SmoothWall
- Untangle
- PCX Firewall
- WebCBQ Firewall
- ZeroShell

### Suporte
- Website do IPCop
- Website de suporte na Alemanha
- Website de suporte em inglês

### Outros
- Addons para o Firewall IPCop
- (em francês) Tutoriel complet IPCop vervion 2.0.0  MAX-IPCop
- Addon para bloqueio de P2P no IPCop
- Addon para filtragem transparente de vírus e spam no IPCop para POP3, SMTP, HTTP e FTP - Copfilter
- Banish - Simples bloqueio de accesso por IP, CIDR, Domínio e endereços MAC
- VPN com IPcop em uma rede Windows